# Майер, Павел

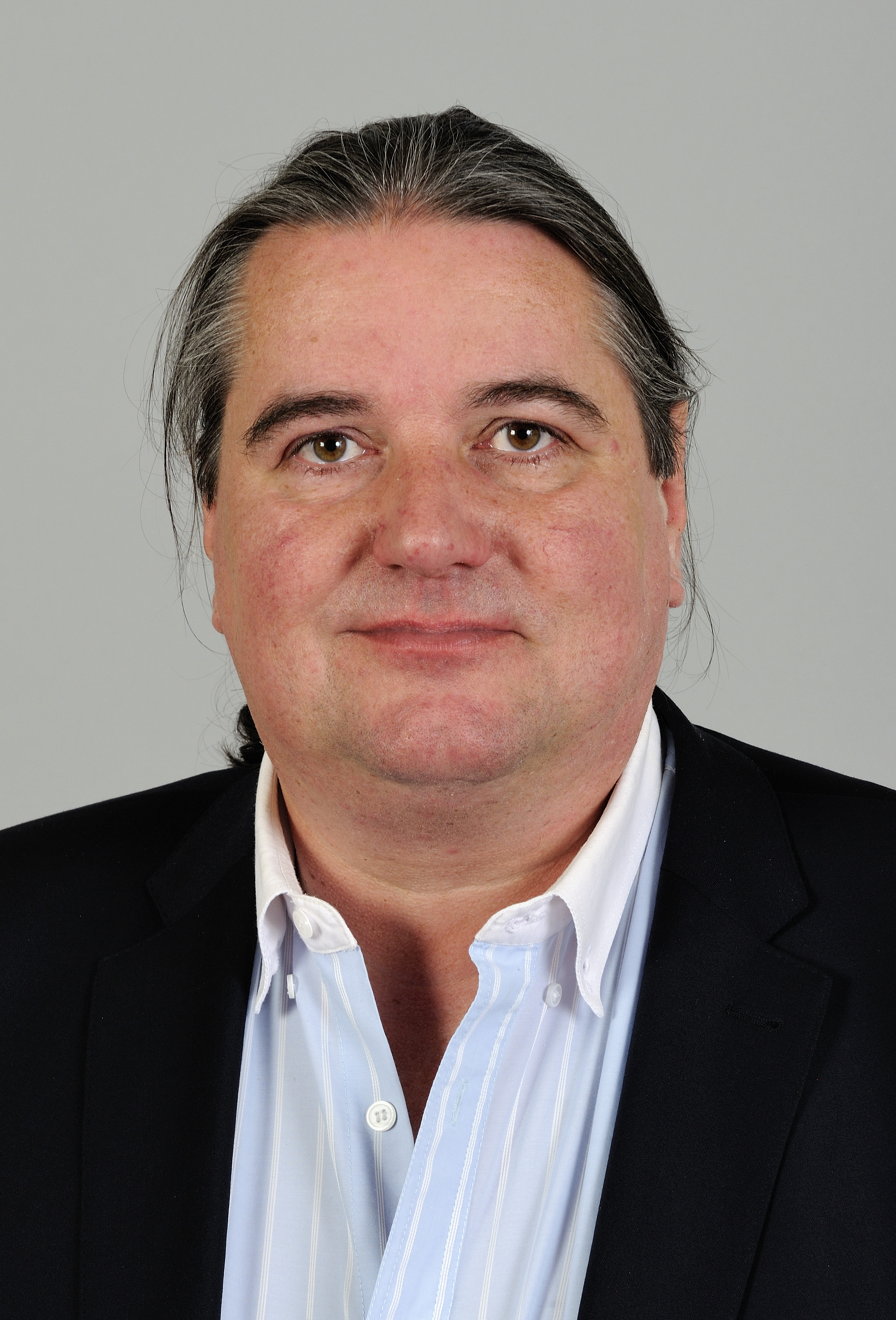
Павел Майер (2013).

Павел Майер (род. 23 марта 1965 года в Праге) — немецкий политический деятель и бывший член Пиратской партии. Был членом Берлинской палаты представителей и представителем пиратской фракции по экономической политике, а также членом комитета по защите конституции и комиссии G10 земли Берлин.
Майер родился в Праге и приехал в Федеративную Республику Германии со своими родителями в 1968 году он получает аттестат зрелости в Geschwister-Scholl-Gymnasium в Люденшайде. Там некоторое время был членом СДПГ, три года изучал информатику в Брауншвейгском техническом университете и работал разработчиком аппаратного и программного обеспечения. Проживает в Берлине с 1990 года. Является одним из соучредителей компаний Datango AG и ART+COM AG . С 2011 года является управляющим директором и мажоритарным акционером Hoccer GmbH, вышедшей из ART+COM AG.
В 2009 году вступил в Пиратскую партию, с 2010 года входил в правление её регионального отделения в Берлине. 18 сентября 2011 года был избран в Палату представителей Берлина по списку Пиратской партии, в котором занимал третье место. Одновременно баллотировался и по одномандатному округу в районе Пренцлауэр-Берг, где набрал 10,8 % голосов и занял четвёртое место. Вместе с ним от пиратов в Палату представителей были избраны трое сотрудников его компании. Он покинул партию в 2015 году и ушел из парламента в 2016 году.
Майер женат, имеет дочь.
С 13 марта 2020 Майер выпускает вместе с Тимом Притловом серию еженедельных подкастов Corona Weekly. Двое ведущих объясняют и комментируют текущие события и политические дискурсы пандемии COVID-19.